# Ourisia breviflora subsp. uniflora
Ourisia breviflora subsp. uniflora es una subespecie de planta con flores de la familia Plantaginaceae que es endémica de los hábitats montañosos de los Andes del sur de Chile y Argentina. En 1858,  Rodolfo Amando Philippi describió Ourisia uniflora que ahora se reconoce como una subespecie de O. breviflora. Las plantas de esta subespecie se encuentran en la parte norte del rango de O. breviflora en los Andes del sur de Chile y Argentina desde los 37 a los 44°S de latitud. Plantas de O. breviflora subsp. uniflora tienen hojas generalmente glabras (sin pelos), corollas sin venas de color púrpura oscuro y brácteas florales de hasta 5 mm de largo.

## Taxonomía
Ourisia breviflora subsp. uniflora es una subespecie que pertenece a la familia de plantas Plantaginaceae.  Rodolfo Amando Philippi describió Ourisia uniflora en 1858.  Más tarde, en 1911, el botánico germano-chileno Karl Friedrich Reiche trató a O. uniflora como una variedad de O. breviflora,  y más recientemente ha sido reconocida a nivel de subespecie. 
El naturalista germano-chileno Francisco Fonck recolectó el material tipo de Ourisia uniflora en la región chilena de Los Lagos en el "Cerro del Doce de Febrero"  (que hoy se conoce como el paso internacional de montaña Pérez Rosales). El holotipo se conserva como ejemplar de herbario SGO 056401 en el Museo Nacional de Historia Natural de Chile en Santiago (herbario SGO).  
Ourisia breviflora subsp. uniflora es una de las dos subespecies alopátricas de O. breviflora. Se distribuye en la parte norte del rango de O. breviflora en Chile y Argentina, desde los 37°S hasta los 44°S de latitud, mientras que O. breviflora subsp. breviflora se encuentra más al sur, entre los 44°S y los 55°S de latitud. 
Ourisia breviflora subsp. uniflora se puede distinguir de la otra subespecie O. breviflora subsp. breviflora por sus hojas generalmente glabras (sin pelos), la falta de venas de color púrpura oscuro en las corolas y las brácteas florales de hasta 5 mm de largo. En cambio, O. breviflora subsp. breviflora tiene pelos largos y escasamente distribuidos en la superficie superior de las hojas, corolas que tienen estrías de color púrpura oscuro y brácteas florales de más de 5 mm de largo. 

## Descripción

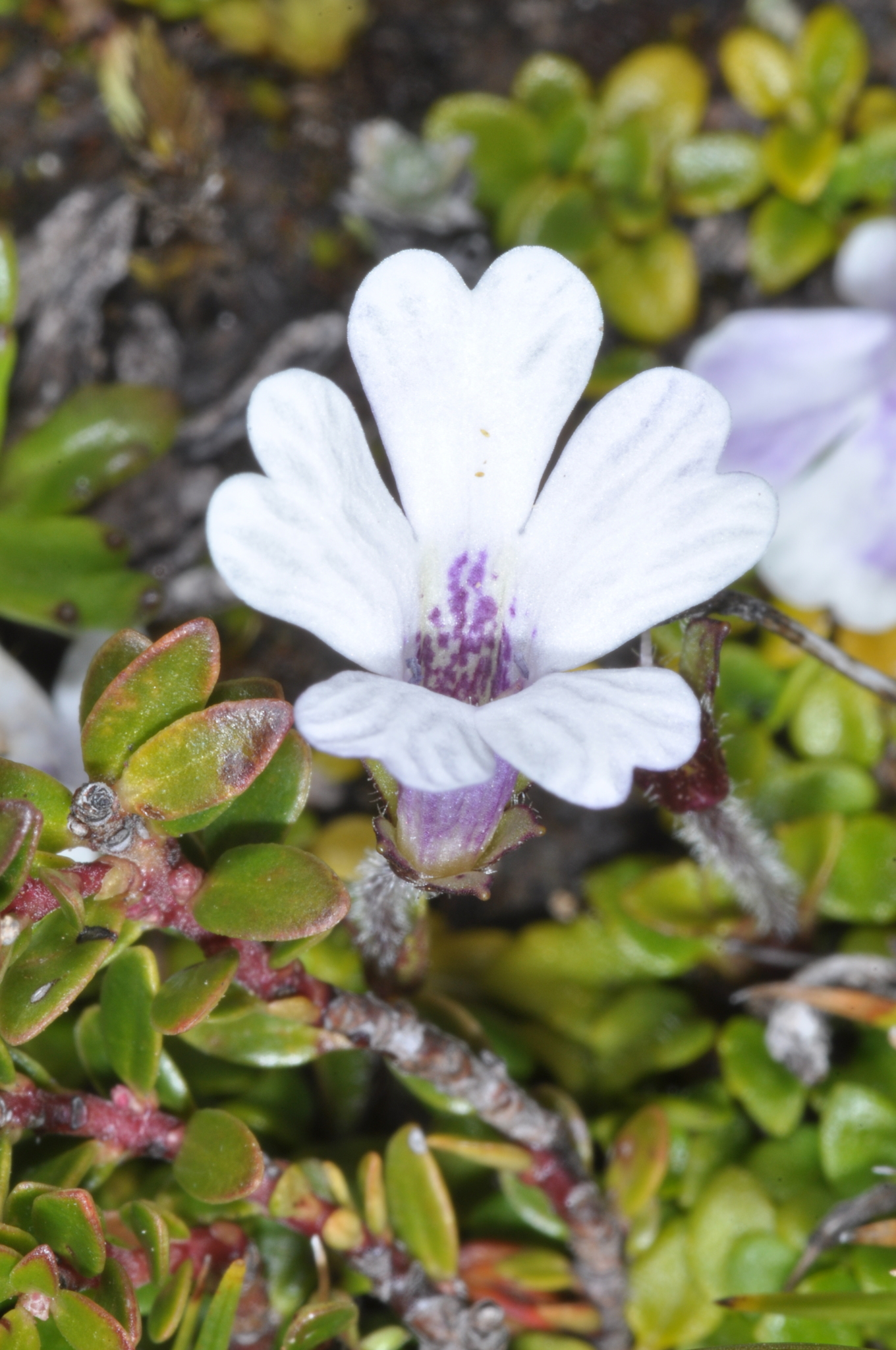
Corola

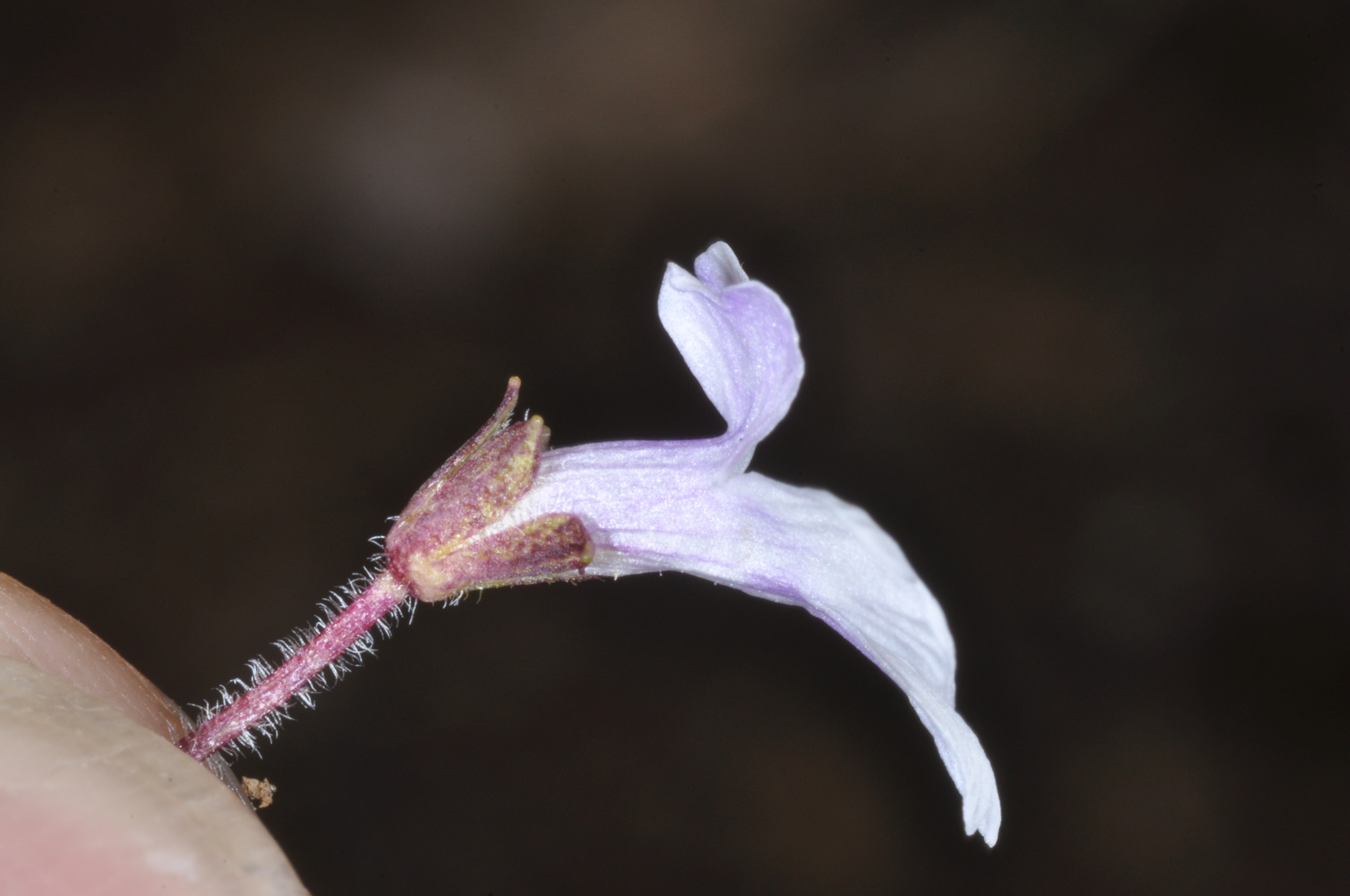
Corolla, vista lateral

Plantas de Ourisia breviflora subsp. uniflora son hierbas perennes, erectas y con forma de roseta. Los tallos cortos miden entre 0,7 y 1,6 mm de ancho y son glabros (sin pelos) o peludos con pelos cortos o largos, no glandulares. Las hojas son opuestas o están agrupadas en una subroseta, pecioladas, de 3,0 a 5,1 mm de largo y de 1,1 a 3,7 mm de ancho (relación largo:ancho 0,9–1,2:1). Los pecíolos de las hojas miden entre 1,6 y 15,1 mm de largo y son escasamente o densamente peludos, con pelos no glandulares cortos o largos. Las láminas de las hojas son ovadas, ampliamente ovadas o muy ampliamente ovadas, más anchas debajo de la mitad, con un ápice redondeado, base cordada, truncada o cuneada y bordes crenados. La superficie superior de la hoja suele ser glabra (raramente con algunos pelos no glandulares) y la superficie inferior también es punteada. Las inflorescencias son erectas, con racimos peludos de hasta 12 cm de largo, con 1 o 2 nudos florales y hasta 5 flores en total por racimo. Cada nodo floral tiene 1 o 2 flores y 2 brácteas que son ovadas, ampliamente ovadas o muy ampliamente ovadas. Las brácteas son similares a las hojas, de 3,0 a 5,1 mm de largo y de 1,1 a 3,7 mm de ancho y pecioladas (sólo las brácteas inferiores) o sésiles. Las flores nacen en un pedúnculo de hasta 32,9 mm de largo que es densamente piloso, con pelos no glandulares a veces también mezclados con pelos glandulares. El cáliz mide entre 3,8 y 7,9 mm de largo y es regular, con los 5 lóbulos igualmente divididos hasta la base del cáliz y redondeados a subtruncados, usualmente glabros pero a veces peludos con pelos no glandulares o glandulares en el exterior del cáliz, y con 3 venas púrpuras prominentes. La corola mide entre 13,2 y 14,2 mm de largo (incluyendo el tubo de la corolla de 3,5 a 9,8 mm) y es bilabiado, recto o curvado, tubular-embutido, de color rosa o lila, sin venas ni estrías oscuras y glabro o piloso con diminutos pelos glandulares sésiles en el exterior y glabro en el interior. Los lóbulos de la corola miden entre 1,9 y 5,3 mm de largo, pueden estar extendidos, y son obovados u obcordados y profundamente emarginados. Hay 4 estambres que son didínámicos, con los dos estambres largos y los dos estambres cortos incluidos o llegando a la apertura del tubo de la corola. El estilo mide entre 4,2 y 6,1 mm de largo y es incluido en el tubo de la corola, con un estigma emarginado o capitado. El ovario mide entre 1,8 y 2,5 mm de largo. Los frutos son cápsulas glabras con dehiscencia loculicida y los pedicelos fructíferos miden entre 11,7 y 53,9 mm de largo. Hay alrededor de 80 semillas en cada cápsula, y las semillas miden entre 0,5 y 0,9 mm de largo y entre 0,3 y 0,6 mm de ancho, son elípticas y tienen una cubierta reticulada (con un patrón similar a una red) regular de dos capas con retículos primarios gruesos, lisos y poco profundos. 
Ourisia breviflora subsp. uniflora tiene flores de diciembre a marzo y tiene frutos en enero y febrero. 

## Distribución y hábitat

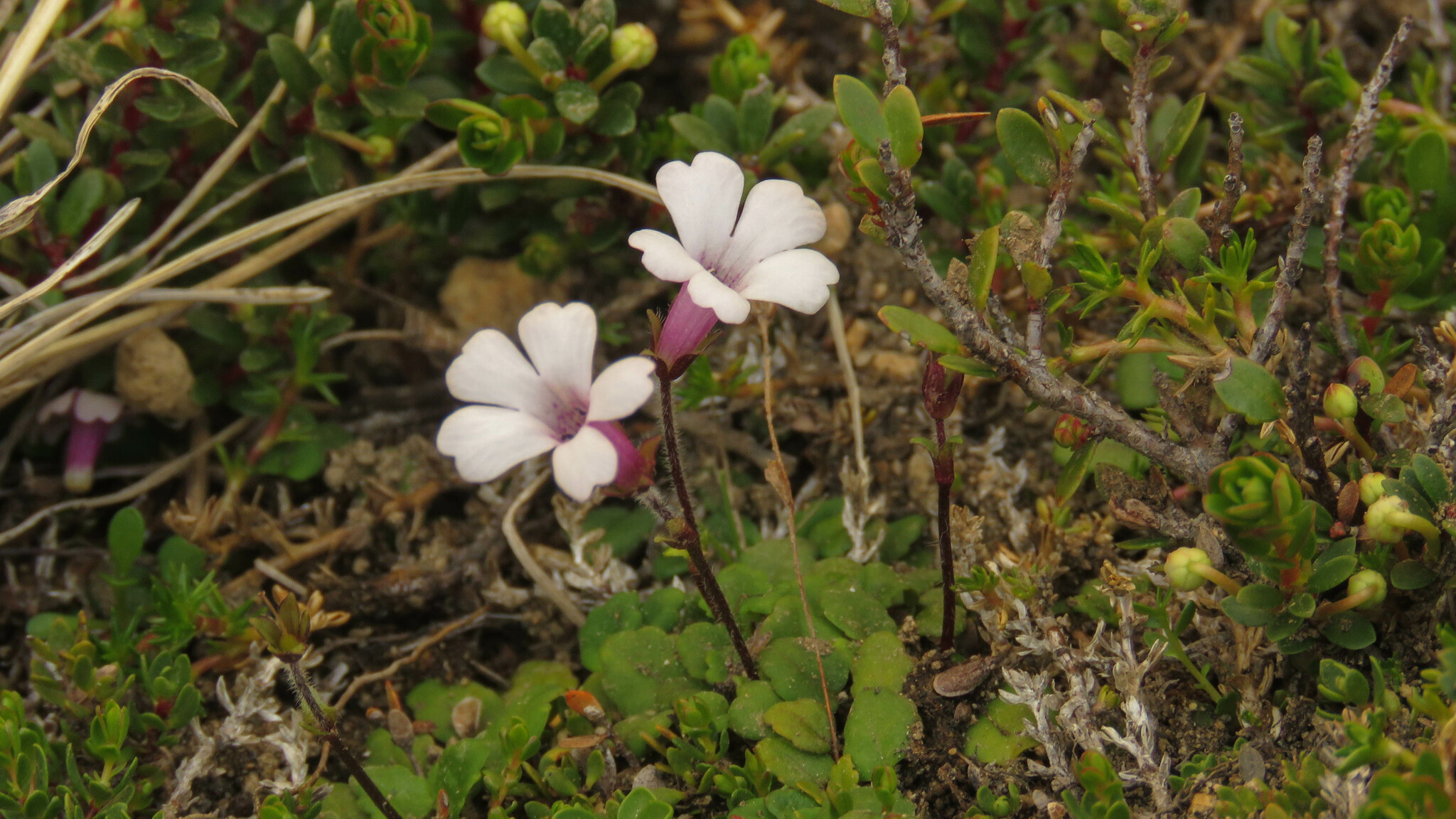
Planta con flores

Ourisia breviflora subsp. uniflora es endémica de las montañas de los Andes de Chile y Argentina desde aproximadamente los 37°S a los 44°S de latitud.  Se encuentra en las regiones chilenas de Biobío, Araucanía, Los Ríos y Los Lagos, y las provincias argentinas de Neuquén y Río Negro,  incluyendo múltiples parques nacionales.  Se puede encontrar desde 500 a 2000 m sobre el nivel del mar en hábitats húmedos, sombreados y rocosos, como las orillas de arroyos en el bosque de Nothofagus cerca de la línea de árboles. 

## Filogenia
Ningún individuo de O. berviflora subsp. uniflora se incluyó en un análisis filogenético de todas las especies del género Ourisia, utilizando marcadores de secuenciación de ADN estándar (dos marcadores de ADN ribosómico nuclear y dos regiones de ADN de cloroplasto) y datos morfológicos.   Sin embargo, O. breviflora subsp. breviflora fue incluida y se formaba parte del clado de especies herbáceas andinas con un alto apoyo estadísitco y era estrechamente relacionada con O. fragrans y O. ruellioides.  